# Dragon Trainer - Rimpatriata
Dragon Trainer - Rimpatriata (How to Train Your Dragon: Homecoming) è un cortometraggio animato del 2019 prodotto dalla DreamWorks Animation e diretto da Tim Johnson. Basato sul franchise di Dragon Trainer presenta le voci di Jay Baruchel e America Ferrera insieme al cast originale.
Il cortometraggio è ambientato 10 anni dopo che i draghi hanno lasciato i vichinghi in Dragon Trainer: Il mondo nascosto, ma prima dell'epilogo del film. I figli di Hiccup e Astrid credono che i draghi siano mostri pericolosi dopo aver trovato i diari di Stoick, portando Hiccup e Astrid a pianificare un modo per riportare indietro la tradizione di Snoggletog per convincerli del contrario. Nel frattempo, i tre cuccioli di Sdentato e della Furia Chiara arrivano al villaggio in cerca di Hiccup. Negli USA, lo speciale è andato in onda su NBC e uscito in DVD il 3 dicembre 2019.
In Italia, lo speciale è stato trasmesso su K2 alle ore 20:00 del 23 dicembre 2019.

## Trama
Dieci anni dopo che i draghi hanno abbandonato i vichinghi, gli abitanti della Nuova Berk si stanno preparando per la festività annuale di Snoggletog. In questo periodo, Hiccup e Astrid scoprono che la loro figlia, Zephyr, ha costruito trappole per draghi intorno alla loro casa e ha iniziato, insieme al fratellino Nuffink, ad averne paura dopo aver trovato alcuni dei vecchi diari di nonno Stoick, scritti prima che i vichinghi e i draghi diventassero amici. Non volendo che i due bambini abbiano lo stesso odio verso i draghi dei loro antenati, Astrid suggerisce di mettere in scena una rappresentazione teatrale, raccontando dell’epoca in cui vichinghi e draghi andavano d'accordo. Questa situazione ricorda però a Hiccup i bei tempi andati con Sdentato.
Nel Mondo Nascosto, anche a Sdentato manca il suo vecchio amico. Così disegna Hiccup e la Nuova Berk nella sabbia desiderando di poterli raggiungere, ma il timore della Furia Chiara verso gli umani non glielo permette. Scheggia (la cucciola con occhi azzurri), annoiata dalla vita quotidiana al Mondo Nascosto, si incuriosisce del disegno. Quella notte, mentre i loro genitori stanno dormendo, Scheggia convince i suoi due fratelli Ciclone (il cucciolo bianco) e Prodigio (il cucciolo nero con occhi verdi)  a sgattaiolare fuori dal Mondo Nascosto e volare alla Nuova Berk per trovare Hiccup.
Nel frattempo, Skaracchio si impegna ad aiutare Hiccup e Astrid con lo spettacolo, dato che la ritiene un'opportunità per ricordare ai giovani di Nuova Berk quanto di buono aveva fatto Stoick per il villaggio. Si propone lui stesso di interpretarlo, mentre Testaditufo sarà Hiccup, e il vero Hiccup con un costume meccanico interpreterà, con sua grande perplessità, Sdentato.
Durante lo spettacolo, le Luci Notturne arrivano a Nuova Berk e si intrufolano furtivi nel villaggio ma vengono presto trovato e fermati da i loro genitori che sono molto arrabbiati. Non appena si accorgono che sta per iniziare lo spettacolo, l'intera famiglia rimane ad assistere. Sdentato decide di volare da Hiccup per fargli una sorpresa, ma Hiccup non riesce a riconoscerlo a causa del costume da Sdentato che indossa.
Nel frattempo, lo spettacolo rischia di terminare in un disastro, quando Skaracchio incendia accidentalmente l'intero palco. Hiccup finisce gambe all'aria e intrappolato all'interno del suo costume, e rischia di cadere dalla scogliera, ma Sdentato riesce a salvarlo in tempo. Grazie al fumo del fuoco che copre ancora il palco, Sdentato riesce a far proseguire lo spettacolo e ad aiutare Skaracchio a terminarlo rievocando il momento in cui aveva permesso a Hiccup di toccarlo. Sia la famiglia di Hiccup che la famiglia di Sdentato sono entusiasti dell'esibizione, e riescono a comprendere il legame che tempo addietro i vichinghi avevano con i draghi.
Verso la fine dello spettacolo Nuffink e Zephyr notano un'ombra dietro al palco, così Zephyr va a controllare e trova il vero Sdentato: all'inizio è molto impaurita, ma poi Sdentato avvicina il muso e si fa accarezzare da lei, facendole così cambiare idea sui draghi.
Nonostante la confusione, Hiccup, Astrid e Skaracchio capiscono che sono riusciti nel loro intento, ora i bambini della Nuova Berk che hanno iniziato ad apprezzare sia Stoick che i draghi.
Quando poi tornano a casa, trovano un cristallo fluorescente del Mondo Nascosto e si accorgono che la ciotola che conteneva le leccornie preferite di Sdentato è vuota. Corrono fuori e scorgono Sdentato, la Furia Chiara e i tre cuccioli di Luce Notturna che sfrecciano nei cieli della Nuova Berk. L'esperienza insegna a Hiccup che i propri cari sono sempre vicini, finché si mantiene un posto per loro nel cuore. Astrid aggiunge poi che la loro famiglia dovrebbe restituire ai draghi il favore, facendo visita a Sdentato e famiglia nel Mondo Nascosto, ricongiungendosi infine al termine del terzo film della serie.